# Всемирный комитет традиционных видов борьбы ФИЛА
Всемирный комитет традиционных видов борьбы ФИЛА (англ. FILA World Traditional Wrestling Committee, фр. FILA Comité Mondial des Luttes Traditionnelles) — структурное подразделение Международной федерации объединенных стилей борьбы (ФИЛА), созданное в 2007 году для поощрения и сохранения традиционных видов борьбы разных народов путём взаимодействия с местными, национальными и международными организациями. Положение о комитете утверждает президент ФИЛА и он же назначает членов комитета. Инициаторами создания стали Гинтаутас Вилейта (Литва) и Алексей Кыласов (Россия).

## Структура
С момента основания комитет возглавил президент Международной федерации алыш Гинтаутас Вилейта (Литва), генеральным секретарем назначен Владимир Грищенков (Белоруссия). Членами комитета стали: Алексей Кыласов (Россия), Александр Медведь (Белоруссия), Алмамбет Анапияев (Кыргызстан), Ахмет Озбеге (Турция), Джаудат Миннахметов (Россия).
В структуре комитета есть два основных направления деятельности:
- Спорт – организация мультиспортивных мероприятий, сотрудничество с оргкомитетами различных мультиспортивных мероприятий, развитие сети международных федераций традиционных видов борьбы;
- Культура – организация фестивалей борьбы, сотрудничество с оргкомитетами фестивалей и традиционных праздников.

Департамент спорта возглавляет трехкратный олимпийский чемпион Александр Медведь (Белоруссия), департамент программ культурного наследия – Алексей Кыласов (Россия).

## Сотрудничество
Традиционные виды борьбы представляют собой форму этноспорта, они широко распространены во всем мире благодаря тому, что традиции борьбы представлены в культурах, практически, всех народов. Всемирный комитет традиционных видов борьбы ФИЛА постоянно расширяет сферу сотрудничества, которое осуществляется в рамках признания ФИЛА и партнерских соглашений с местными, национальными и международными организациями. В настоящее время имеют соглашения:
- Международная федерация кельтской борьбы[1]
- Международная федерация казах корес
- Международная федерация национальной спортивной борьбы татарча кореш
- Региональная Ассоциация национальных видов спорта и игр народов Якутии Сахаада-спорт[2]
- Региональная Федерация национальной борьбы народов Севера, Сибири и Дальнего Востока

## Мероприятия
Всемирный комитет традиционных видов борьбы ФИЛА проводит Всемирные игры борьбы (FILA World Traditional Wrestling Games): I и II прошли в 2006 и 2007 годах в Анталье (Турция); III состоялись в 2008 году в Тиране (Албания), IV в 2009 году в Шяуляе (Литва), V в 2010 году в Астане (Казахстан). В 2010 году было принято решение проводить игры раз в два года, следующие – VI Всемирные игры борьбы ФИЛА состоятся в 2012 году в Казани.
В сентябре 2011 года на заседании комитета в Стамбуле (Турция) было предложено проводить Всемирные фестивали борьбы, первый такой фестиваль состоится в Пуне (Индия) с 19 по 21 декабря 2011 года.
Инновационный опыт ФИЛА вдохновил другие международные федерации провести с 28 августа по 4 сентября 2010 года в Пекине первые Всемирные игры единоборств «Спорт-Аккорд», основу программы которых составили традиционные виды борьбы, единоборства и боевые искусства. ФИЛА представила на играх грэпплинг, панкратион и пляжную борьбу.